# El vicio y la virtud
El vicio y la virtud est un film espagnol réalisé en 1975 par Francisco Lara Polop.

## Synopsis
Rosa, une jeune fille de 17 ans, part passer l'été avec sa mère Lina dans une maison prêté par l'amant de Lina près de Vigo. Rosa a terminé sa deuxième année dans une école pour religieuses, où il est resté pendant des années, puis un jour Rosa surprend sa mère avec son amant, ce que choquera la jeune fille.

## Fiche technique
- Titre original : El vicio y la virtud
- Réalisation : Francisco Lara Polop
- Scénario : Francisco Lara Polop et Guy de Maupassant
- Production : Alborada P.C
- Musique : José Nieto et Alfonso Santiesteban
- Photographie : Carlos Suárez
- Montage : José Luis Matesanz
- Pays d'origine :  Espagne
- Langue : espagnol
- Format : couleur
- Durée : 98 minutes
- Genre : comédie dramatique
- Interdit aux moins de 18 ans
- Date de sortie : 1975

## Distribution
- Lynne Frederick : Rosa
- Teresa Gimpera : Lina (la mère de Rosa)
- Juan Ribó : Miguel
- Miguel Ayones : Alberto
- José Vivó : Lozano
- Manuel de Blas : Regueiro
- Eva León : Bertha
- Fernando Hilbeck : Santiago
- Teresa Almendros : Maruja
- Pilar Corrales : Marisa

## Autour du film
- El Vicio y la Virtud est tiré du roman Yvette de Guy de Maupassant avec Lynne Frederick dans le rôle de l’héroïne de cette nouvelle.
- Le tournage se déroula à Vigo et à Pontevedra dans l'Ouest de l'Espagne.